# Synagoge (Siemiatycze)
Koordinaten: 52° 25′ 34″ N, 22° 51′ 43″ O

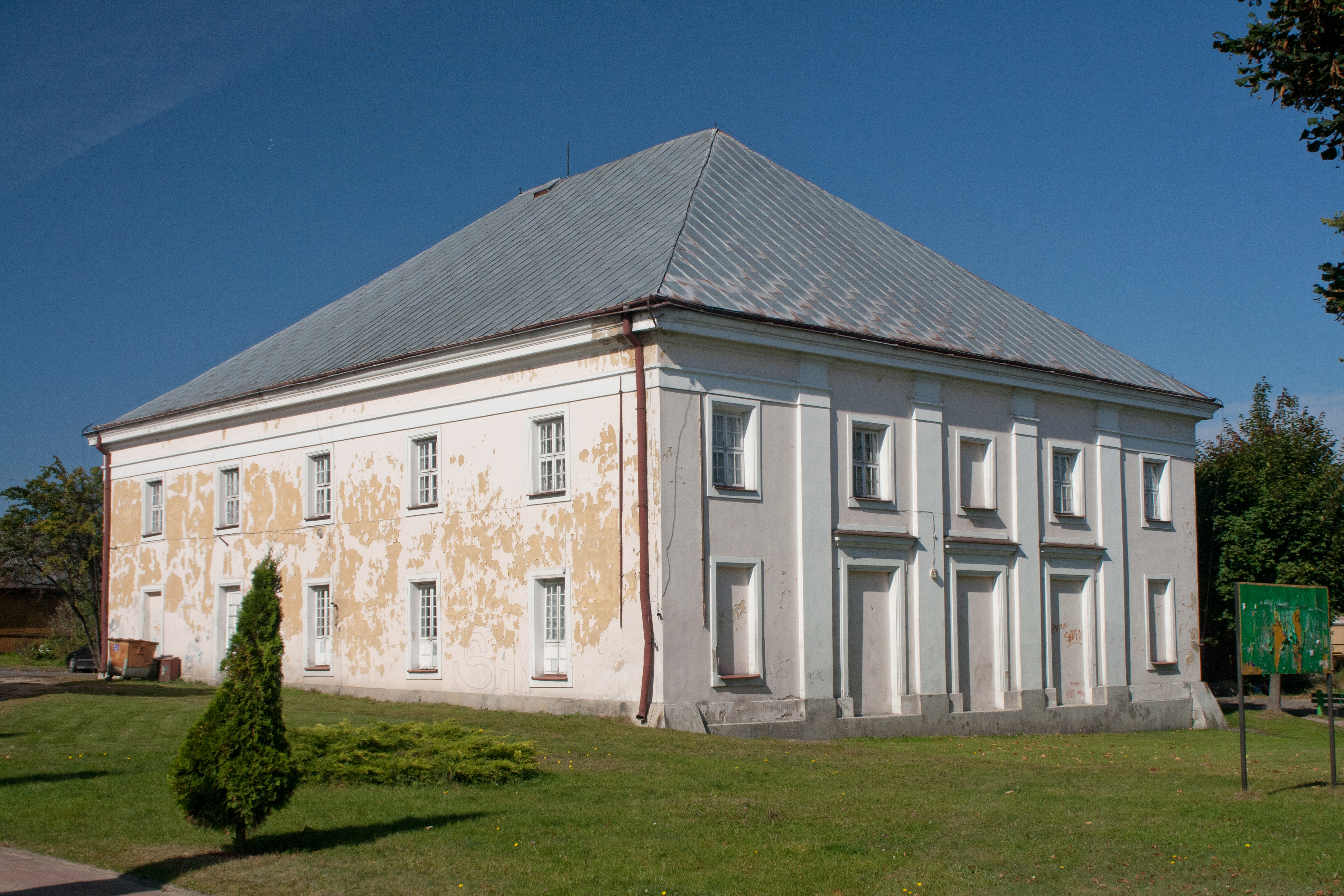
Synagoge in Siemiatycze (2011)

Die Synagoge in Siemiatycze, einer polnischen Stadt in der Powiat Siemiatycki der Woiwodschaft Podlachien, wurde 1824 errichtet, nachdem ein Brand den Vorgängerbau zerstört hatte. Die profanierte Synagoge im Stil des Klassizismus ist ein geschütztes Kulturdenkmal.
Die Synagoge an der Zaszkolna-Straße 1 wurde während des Zweiten Weltkriegs im Inneren verwüstet und als Kaufhaus zweckentfremdet. 
Anfang der 1960er Jahre wurde das Synagogengebäude renoviert und danach diente es als Konzertsaal. Auf der Frauenempore wurde eine Ausstellung zur jüdischen Geschichte in Siemiatycze eingerichtet.